# Gola del Kali Gaṇḍakī

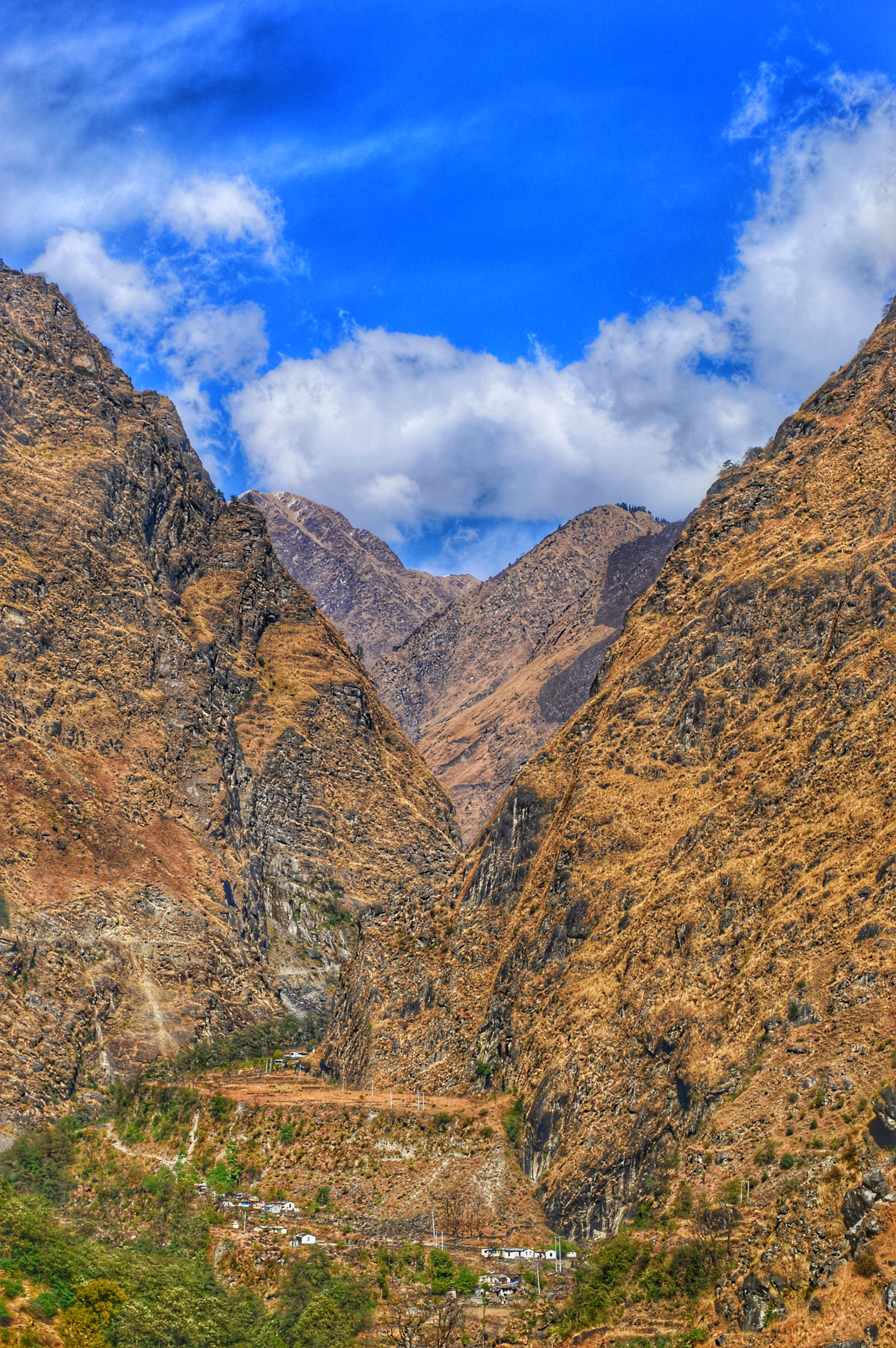
La gola

La Gola del Kali Gaṇḍakī o Andha Galchi è il canyon formato dal Kali fiume Gaṇḍakī (Gaṇḍakī Nero) nell'Himalaya in Nepal.
La parte alta della gola è anche chiamata Thak Khola dal nome Thakali  della popolazione locale, divenuta prospera con il commercio trans-himalaiano. Dal punto di vista geologico essa si trova dentro un graben strutturale.
La gola separa gli importanti picchi montani del Dhaulagiri I (8.167 metri s. l. m.) a ovest e dell'Annapurna I (8.091 metri s. l. m.) a est. Se si misura la profondità di un canyon in base alla differenza tra l'altitudine del fiume e quelle dei picchi più alti su entrambi i lati, questa è la gola più profonda del mondo. La parte del fiume direttamente tra Dhaulagiri I e Annapurna I (7 chilometri a valle di Tukuche) si trova a un'altitudine di 2.520 metri s. l. m., ovvero 5.571 metri più in basso dell'Annapurna I.  A mano a mano che l'attività tettonica forzava le montagne a crescere, il fiume tagliava sempre più a fondo nell'elevazione. La zona è nota per i fossili shaligram, riveriti come una delle cinque forme non viventi del Signore Visnù.
La sorgente del Kali Gandaki coincide con il confine del Tibet e con lo spartiacque tra il Gange e il Brahmaputra ovvero, in Tibet, Yarlkung Tsangpo. Il fiume scorre poi verso sud attraverso l'antico regno del Mustang, formando un profondo canyon dalle rive ripidissime immediatamente a sud della capitale, Lo Manthang, e ampliandosi quando si avvicina a Kagbeni, dove le alte vette dell'Himalaya cominciano a serrarsi. Esso continua poi a sud, oltrepassando Jomsom, Marpha e Tukuche e raggiungendo — 7 chilometri più a sud di quest'ultima località — la massima profondità nella zona di Lete. Dopo di che la gola si amplia, oltrepassando Dana e Tatopani in direzione di Beni.
La gola del Kali Gaṇḍakī serve da secoli come via commerciale tra il Tibet e l'India, e oggi è parte di un popolare, per quanto arduo, percorso di trekking che da Pokhara arriva a Muktinath valicando il Thorung La (Passo) a 5416 metri s.l.m. Il percorso fa a sua volta parte dell'Annapurna Circuit. La gola si trova all'interno della Zona di Conservazione dell'Annapurna.
Nel XIX secolo il passo alla partenza della Gola del Kali Gandaki (4660 metri s.m.s) era denominato Kore La. Il nome moderno non è invece accertato. Esso è stato raggiunto nel 1904, nel corso della sua visita alle sorgenti del Kali Gaṇḍakī, da Sven Hedin, che sottolinea come esso si trovi soltanto 96 metri più in alto della sponda meridionale dello Yarlung Tsango, che scorre pacificamente pochi chilometri a nord da lì nel lunghissimo percorso che lo porta a diventare il Brahamaputra in India.
(Sven Hedin, Transhimalaya)